# Iphis (Tochter des Ligdus)

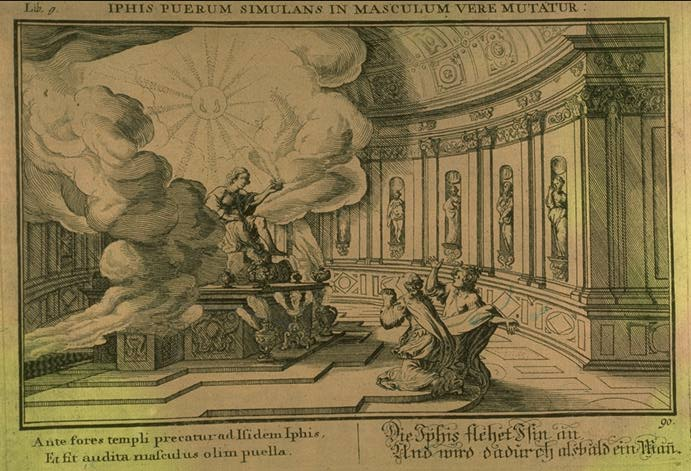
Isis verwandelt das Geschlecht von Iphis. Kupferstich von Bauer

Iphis (altgriechisch Ἶφις Íphis) war in der griechischen Mythologie die Tochter des Ligdus und dessen Frau Telethusa aus Kreta.

## Inhalt
Ligdus hatte seiner schwangeren Frau Telethusa angekündigt, dass er das Neugeborene nach dessen Geburt töten werde, falls es eine Tochter werde:
Zwiefach ist mein Wunsch: dass wenig von Schmerzen du leidest

Und mir ein Knäblein bringst. Das andre Geschlecht ist zur Bürde
Der verzweifelten Telethusa erscheint in der Nacht die ägyptische Göttin Isis, begleitet von Anubis und Apis, die ihr Hilfe zusagen. Als Telethusa eine Tochter zur Welt bringt, rät ihr die Göttin zum frommen Betrug: das Neugeborene für einen Jungen auszugeben und dies dem Vater zu verheimlichen, dieser
… nennt das Kind nach dem Ahne,

Iphis war er genannt. Lieb war der Name der Mutter,

Weil im Zweifel er ließ und keinen mit diesem sie täuschte,
da der Name Iphis in der Antike für beide Geschlechter gilt.

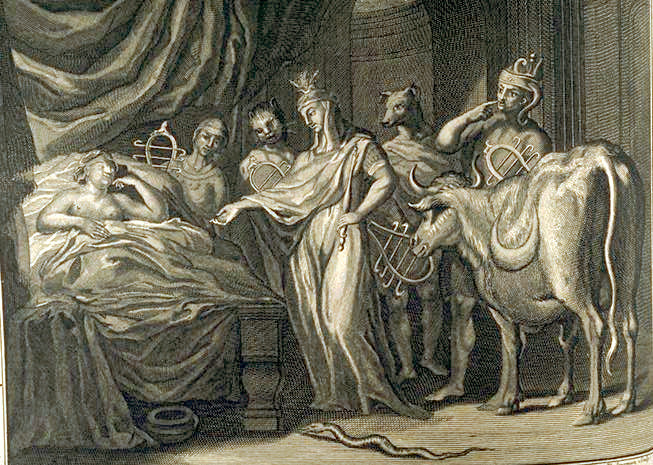
Kupferstich, Isis im Traum von Telethusa

Telethusa erzieht und kleidet in den folgenden Jahren Iphis als Jungen. Nun verlobt der Vater Iphis mit dem Mädchen Ianthe, doch: die Jungfrau brennt für die Jungfrau, und die Verzweiflung der Liebenden ist groß. Die Hochzeit naht. Da Träume und Vorzeichen nicht helfen, bringt Telethusa die Iphis in den Tempel der Isis und erfleht Erbarmen und Hilfe. Isis gibt ein Zeichen, und beim Weggang folgt der Iphis der Mutter:
Aber mit größerem Schritt als sonst; auch bleibet die Weiße

Nicht im Gesicht, und es mehrt sich die Kraft, und die Mienen erhalten

Schärferen Zug und kürzeres Maß die entbundenen Haare.

Mut auch, wie er im Weib nicht war, drängt jetzt.
Zur Vermählungsfest erscheinen Hymenaios und Venus 
und Juno und
Iphis als Mann sich vereinigt mit seiner Ianthe.
Der römische Dichter Ovid beschreibt die Geschichte einer Geschlechtsumwandlung in seinen „Verwandlungsgeschichten“ aus der antiken Sagenwelt, den Metamorphosen

## Sonstiges
Im 17. Jahrhundert erklärte der Verleger Humphrey Moseley im Besitz eines Manuskripts von William Shakespeare zu sein, in dem die Geschichte von Iphis beschrieben wird.